# Israel en el Festival de la Canción de Eurovisión 2010
Israel participó en el Festival de la Canción de Eurovisión 2010. La cadena israelí IBA confirmó oficialmente la participación del país a través de  Kdam Eurovision. Israel deberá pasar por la semifinal del festival debido a que a partir del año 2008 todas las naciones deben hacerlo, a excepción del Big Five. Noa y Mira Awad consiguieron un 16º puesto en la final de Eurovisión 2009.